# Histoire de monsieur Cryptogame

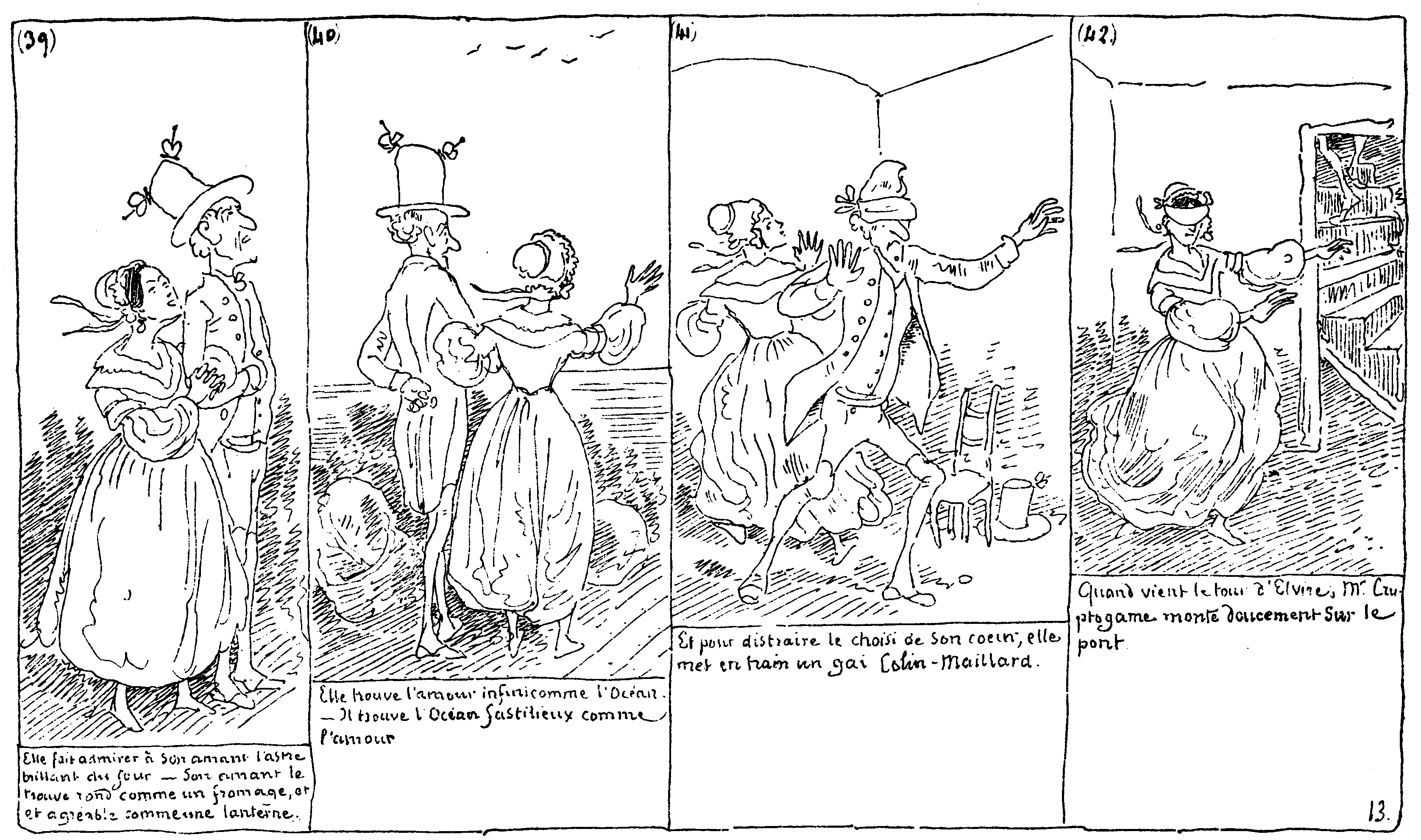
Monsieur Cryptogame de Rodolphe Töpffer

Histoire de monsieur Cryptogame est une « littérature en estampes » de Rodolphe Töpffer. Elle a été dessinée en 1830, prépubliée en 1845 dans L’Illustration sur des gravures sur bois de Cham et autographiée et publiée en 1846.

## Synopsis
L’« Histoire de monsieur Cryptogame » par RodolpheTöpffer est la première BD mettant en scène des Algériens. Dessinée en 1830 par le génial Genèvois (1799-1846), elle ne parle pas de la prise d’Alger en cette même année. Le chasseur de papillons s’embarque pour fuir les assiduités d’Elvire. En vain ! Après un détour dans le ventre d’une baleine, les passagers embarqués se retrouvent esclaves à Alger, monsieur Cryptogame acheté par Aboul Hassan, l’abbé, précepteur des enfants Moustacha et Elvire au sérail du Dey d’Alger … qu’elle égorge ! En s’évadant, ils mettent par inadvertance le feu à toute l’Algérie d’où fuient les nombreux lions puis « toute la population d’Alger et du territoire », pendant que, en s’entretuant “on s’y occupe de l’élection d’un nouveau Dey”. Arrivé sur les côtes d’Italie, le héros se marie avec une autre femme et Elvire “éclate [littéralement] de jalousie”.